# リニアコライダー・コラボレーション
リニアコライダー・コラボレーション（Linear Collider Collaboration、略称LCC）は、直線型衝突加速器(リニアコライダー)の国際共同研究を推進するための組織。2013年2月、 国際リニアコライダー(ILC)とコンパクト・リニアコライダー(CLIC)を統合して発足した。同時にLCCの監督組織「リニアコライダー国際推進委員会(LCB: Linear Collider Board )」も発足し、東京大学教授の駒宮幸男が就任した。

## 概要
リニアコライダー建設に向け、研究やコストの計算、政府への働きかけなどを行う。コストは2012年1月の米ドルを基本にした「ILC ユニット」で77.8億ILCユニットと評価されており、日本に立地した場合は約8300億円。
ディレクターは「加速器屋」を自称するリン・エバンス。専門は加速器の設計・建設。副ディレクターに村山斉が就任し物理研究分野の取りまとめを行う。